# Elección al Senado de los Estados Unidos en Colorado de 2022
Las elecciones al Senado de los Estados Unidos de 2022 en Colorado se llevaron a cabo el 8 de noviembre de 2022 para elegir a un miembro del Senado de los Estados Unidos que represente al Estado de Colorado.
El titular demócrata Michael Bennet fue elegido por primera vez en 2010. En su elección más reciente en 2016, fue reelegido con un 49,97% sobre el republicano Darryl Glenn.